# Kuruş
Il kuruş (pronuncia /kəˈruːʃ/, in italiano talvolta piastra) era una valuta in uso nell'Impero ottomano e poi in Turchia. 
Qirsh in arabo, gersh in etiope e appunto kuruş in turco sono nomi ancora oggi in uso per subunità monetarie nei Paesi che facevano parte dell'impero. 
Il nome deriva dall'italiano grosso, una moneta d'argento medievale pari solitamente a 20 denari. In origine il kuruş era una grande moneta d'argento, in uso almeno dal diciassettesimo secolo, simile al tallero europeo: era diviso in 40 para. Nel 1844 divenne una subunità della lira d'oro: una Lira turca equivaleva a 100 kuruş, ma nell'Ottocento la valuta ottomana conobbe una fortissima svalutazione, al punto che il kuruş veniva considerato praticamente pari ad una moneta di rame a causa della scarsità del contenuto d'argento. 
Dopo la caduta dell'Impero ottomano molti Stati mantennero il kuruş (nelle sue varianti linguistiche) come nome di una moneta; fra di essi l'Egitto, l'Arabia saudita, la Siria, il Libano e la Turchia stessa; altri Stati, come la Giordania e il Sudan, lo adottarono ex novo.
Il kuruş fu anche utilizzato a Cipro durante la dominazione ottomana, col nome di "grosi" (γρόσι, plurale γρόσια). Quando Cipro cadde sotto la dominazione britannica, la Sterlina cipriota divenne la moneta dell'isola, divisa in 20 scellini, divisi a loro volta in 9 kuruş ciascuno. Malgrado in seguito la moneta sia stata divisa in 1000 mils, la gente di Cipro continua a chiamare kuruş la moneta da 5 mils.
Alla fine degli anni settanta l'inflazione turca rese il kuruş praticamente inutilizzabile. Con la riforma del 1º gennaio 2005, il kuruş è diventato un centesimo della nuova lira turca ed è stato rinominato yeni kuruş ('nuovo kuruş').